# Америцијум
Америцијум (Am, лат. americium) је хемијски елемент из групе актиноида са атомским бројем 95.Име потиче од континента Америка.
У периодном систему налази се у групи актиноида (7. периода, f-blok) те се убраја у трансуранске елементе. Америцијум је, поред европијума, једини хемијски елемент назван по неком континенту. То је радиоактивни сребрено-сјајни метал, који се врло лако може обликовати. Не постоји ни један стабилни изотоп америцијума. На Земљи се јавља искључиво као синтетички, вештачки елемент. Први пут је добијен у јесен 1944. године, али његово откриће није одмах објављено. Међутим, његово постојање индиректно је објавио његов проналазач, чувени амерички хемичар Глен Т. Сиборг током гостовања у једној радиоемисији за децу.
Америцијум такође настаје и у нуклеарним реакторима, где се просечно у једној тони потрошеног нуклеарног горива налази око 100 грама овог елемента. Најчешће се користи као извор јонизујућег зрачења, на пример, у спектроскопији флуоресценцијом и у детекторима дима на бази јонизације. Изотоп америцијума 241Am се разматрао за кориштење у радионуклидним батеријама (РТГ) за свемирске летелице и сонде, где би заменио плутонијум (238Pu) због знатно дужег времена полураспада од 432,2 године, чиме би се такве летелице могле напајати електричном енергијом више стотина година.

## Историја
Америцијум је у касну јесен 1944. синтетисала група научника: Глен Т. Сиборг, Ралф А. Џејмс, Леон О. Морган и Алберт Гиорзо на Универзитету Калифорније у Беклију помоћу 60-инчног циклотрона, као и научници у металуршкој лабораторији Универзитета у Чикагу (данас: Национална лабораторија Аргон). Након нептунијума и плутонијума, америцијум је био четврти трансуранијски елемент који је откривен од 1940. године; док је киријум са вишим атомским бројем од њега откривен трећи већ на лето 1944. године. Име елемента одабрано је као референца за оба континента Америке, аналогно елементу европијуму, металу ретких земаља који се у периодном систему елемената налази тачно изнад америцијума: Име америцијум (према обе Америке) и симбол Am предложен је за овај елемент на основу његовог места у ПСЕ, као шестог члана серије ретких земних актиноида, аналогно европијум, Eu, из серије лантаноида.
За синтезу нових елемената по правилу су се користили оксиди полазних елемената. Најпре се наносио раствор плутонијум-нитрата (који се састојао из изотопа 239Pu) на платинску фолију површине око 0,5 2. Затим се раствор упаравао а остатак се жарио док не пређе у оксид (PuO2). Након бомбардовања у циклотрону, слој се скида и раствара у азотној киселини, а потом се поновно таложи као хидроксид помоћу концентрованог воденог раствора амонијум хидроксида. Талог се поновно раствара у перхлорној киселини. Даљње одвајање наставља се помоћу јонскоизмењивачких средстава. У својим експериментима, научници су успели да синтетишу низ од четири различита изотопа америцијума:  и 238.
Као први је изоловани изотоп 241Am из једног узрока плутонијума који је био изложен неутронима. Тај изотоп америцијума распао се на 237Np емитујући α-честице. Време полураспада овог α-распада најпре је било процењено на 510 ± 20 година, међутим данас је у науци општеприхваћено да ова вредност износи 432,2 године.
{\displaystyle \mathrm {^{239}_{\ 94}Pu\ {\xrightarrow {(n,\gamma )}}\ _{\ 94}^{240}Pu\ {\xrightarrow {(n,\gamma )}}\ _{\ 94}^{241}Pu\ {\xrightarrow[{14,35\ a}]{\beta ^{-}}}\ _{\ 95}^{241}Am\ \left(\ {\xrightarrow[{432,2\ a}]{\alpha }}\ _{\ 93}^{237}Np\right)} }
Наведено време представља време полураспада.
Као други изотоп добијен је 242Am путем поновљеног бомбардовања неутронима претходно синтетизованог 241. Након што је добијен, уследио је врло брзи β-распад при чему је настао 242Cm, изотоп већ раније откривеног елемента киријума. Време полураспада овог β-распада најпре је процењено на 17 сати, а данас је познато да та вредност износи 16,02 сати..
{\displaystyle \mathrm {^{241}_{\ 95}Am\ {\xrightarrow {(n,\gamma )}}\ _{\ 95}^{242}Am\ \left(\ {\xrightarrow[{16,02\ h}]{\beta ^{-}}}\ _{\ 96}^{242}Cm\right)} }
Откриће новог елемента први пут је објављено у јавности у америчкој радиоемисији „Квиз кидс” 11. новембра 1945. у којој је учествовао Глен Т. Сиборг, што се догодило пре званичне објаве открића која је уследила на симпозију Америчког хемијског друштва. Један од млађих слушалаца упитао је госта емисије, Сиборга, да ли су током Другог светског рата у склопу истраживања нуклеарног оружја откривени неки нови елементи. Сиборг је потврдно одговорио на питање и тиме истовремено открио постојање и следећег тежег елемента, киријума.
Америцијум (241 и 242Am) и његово добијање касније је патентирано под називом Елемент 95 и метода добијања истог (енгл. Element 95 and method of producing said element), при чему је као проналазач наведен само Глен Т. Сиборг.
У елементарном облику први пут је добијен тек 1951. путем редукције америцијум(III) флуорида баријумом.

## Особине
У периодном систему елемената, америцијум с атомским бројем 95 налази се у серији актиноида, његов претходник је плутонијум, а након њега следи киријум. Аналог америцијума у серији лантаноида јесте европијум.

### Физичке
Америцијум је вештачки радиоактивни елемент. Свеже произведени америцијум је сребрено-сјајни метал, који на собној температури полако поприми мат сјај. Лако се може ковати и деформисати. Његова тачка топљења износи 1176 °C а тачка кључања око 2607 °C. Његова специфична тежина износи око око 13,67 3. Јавља се у две алотропске модификације.
При стандардним условима температуре и притиска стабилна модификација α-Am се кристализује у хексагоналном кристалном систему у просторној групи  са параметрима решетке a&nbsp;=&nbsp;346,8&nbsp;pm и c&nbsp;=&nbsp;1124&nbsp;pm као и четири формулске јединице по елементарној ћелији. Кристална структура се састоји од двоструког хексагоналног најгушћег кугластог паковања (dhcp) уз редослед слојева ABAC па је према томе изотип структуре α-лантана.
При високом притиску α-Am прелази у β-Am. Бета модификација се кристализује у кубном кристалном систему у просторној групи  са параметром решетке a&nbsp;=&nbsp;489&nbsp;pm, што одговара кубној плошно центрираној решетцi (fcc) односно кубном најгушћем кугластом паковању са редоследом слогова ABC.
Енталпија раствора металног америцијума у  при стандардним условима износи −620,6 ± 1,3 −1. Полазећи од ове вредности дошло се до првобитних прорачуна о стандардној енталпији настанка јона  од −621,2 ± 2,0 −1 као и стандардног потенцијала  од −2,08 ± 0,01 .

### Хемијске
Он је врло реактиван елемент, који лако реагује са кисеоником из ваздуха и добро се раствара у киселинама. Доста је стабилан према базама. Најстабилније оксидационо стање америцијума је +3, па су једињења Am(III) релативно добро отпорна на оксидацију и редукцију. Почев од америцијума у периодном систему па навише, следе актиноиди који су према својим хемијским особинама више слични лантаноидима него елементима d-блока.
Америцијум се може јавити и у оксидационим стањима +2, +4, +5, +6 i +7. Према оксидационом броју варира и боја јона америцијума у воденим растворима као и боја његових једињења у чврстом стању:
3+ (жуто-роз), Am4+ (жуто-црвен),  (жут),  (лимун жут),  (тамнозелен).
За разлику од свог хомолога европијума (америцијум има електронску конфигурацију аналогну европијуму), јони Am3+ се не могу редуковати до Am2+ у воденом раствору. Једињења америцијума од оксидационог стања +4 и већем су снажна оксидациона средства која се могу поредити са перманганатним јоном (MnO4−) у киселом раствору. Јони Am4+ који нису постојани у воденим растворима могу се добити из Am(III) само помоћу снажних оксидационих средстава. У чврстом облику позната су два једињења америцијума у оксидационом стању +4: америцијум(IV)-оксид (AmO2) и америцијум(IV)-флуорид (AmF4).

## Распрострањеност
Сматра се да неки изотопи америцијума настају r-процесом при супернови, али се на Земљи не налазе у природи због свог релативно кратког времена полураспада у односу на старост планете.
Међутим, данас се америцијум добија као нуспроизвод у нуклеарним централама. Изотоп 241 настаје као производ распада (између осталог у потрошеним горивим шипкама) из изотопа плутонијума 241Pu. У једној тони потрошеног нуклеарног горива просечно се налази око 100  разних изотопа америцијума. Углавном су то изотопи α-емитери 241 и 243, који су због свог, нешто дужег, времена полураспада непожељни за трајно одлагање нуклеарног отпада, па се због тога убрајају у „трансуранијски отпад”. Смањење дугорочне радиоактивности у одлагалиштима нуклеарног отпада је могуће путем издвајања дугоживући изотопа из потрошеног нуклеарног горива. Да би се у њему смањило присуство америцијума, истражују се, између осталог, стратегије партиционирања и трансмутирања.